# 1930년 전국동계체육대회 스피드스케이팅 일반부 남자 5000m
1930년 전국동계체육대회 스피드스케이팅 일반부 남자 5000m는 일제강점기 조선 경성부에서 개최된 1930년 전국동계체육대회 스피드스케이팅의 세부 종목이다.

## 경기 결과
예선 경기는 3~4명씩 3조로 나뉘어 진행되었고, 전체 선수 중 기록 상위 5위까지 결선에 진출했다.

### 예선
| 순위 | 선수   | 소속               | 조 | 기록    | 비고 |
| ---- | ------ | ------------------ | -- | ------- | ---- |
| 1    | 최재은 | 백구               | B  | 10:43.2 | Q    |
| 2    | 함명순 | 평양               | B  | 10:44.8 | Q    |
| 3    | 최용근 | 신의주고등보통학교 | A  | 11:00.6 | Q    |
| 4    | 문병기 | 휘문               | C  | 11:13.2 | Q    |
| 5    | 이혜택 | 기청               | A  | 11:13.3 | Q    |
| 6    | 한면호 | 경성               | B  | 11:17.4 |      |
| 7    | 김태봉 | 신의주고등보통학교 | A  | 11:33.0 |      |
| 8    | 편사학 | 일고               | C  | 11:34.3 |      |
| 9    | 유기명 | 신의주고등보통학교 | C  | 11:37.4 |      |
| 10   | 공명재 | 신의주고등보통학교 | B  | 11:48.0 |      |

### 결선
| 순위 | 선수   | 소속               | 기록    | 비고        |
| ---- | ------ | ------------------ | ------- | ----------- |
| 1    | 최재은 | 백구               | 10:30.0 | 대회 신기록 |
| 2    | 함명순 | 평양               | 10:30.7 |             |
| 3    | 최용근 | 신의주고등보통학교 | 10:37.0 |             |
| 불명 | 문병기 | 휘문               | 불명    |             |
| 불명 | 이혜택 | 기청               | 불명    |             |

## 참고 문헌
- 대한체육회 (1990). 《대한체육회 70년사》.
- 대한체육회 (2011). 《대한체육회 90년사》.
- “제11회 전국동계체육대회 스피드스케이팅 일반부 남자 5000m 결승 경기 결과”. 대한체육회.[깨진 링크(과거 내용 찾기)]